# Уппсала
У́ппсала (Упсала) (швед. Uppsala [ɵpˈsɑːla] — букв. «Верхняя Палата») — старинный город в Швеции, административный центр одноимённых лена и коммуны. Расположен в исторической провинции Уппланд в 70 км к северу от Стокгольма. С населением более 190 тыс. человек, этот город является четвёртым по населению в стране.
С 1164 года Уппсала является центром архидиоцеза Уппсалы и местом пребывания архиепископа, вначале католического, позже лютеранского. Основанный в 1477 году Уппсальский университет является старейшим центром высшего образования в Скандинавии.

## История

### Старая Уппсала

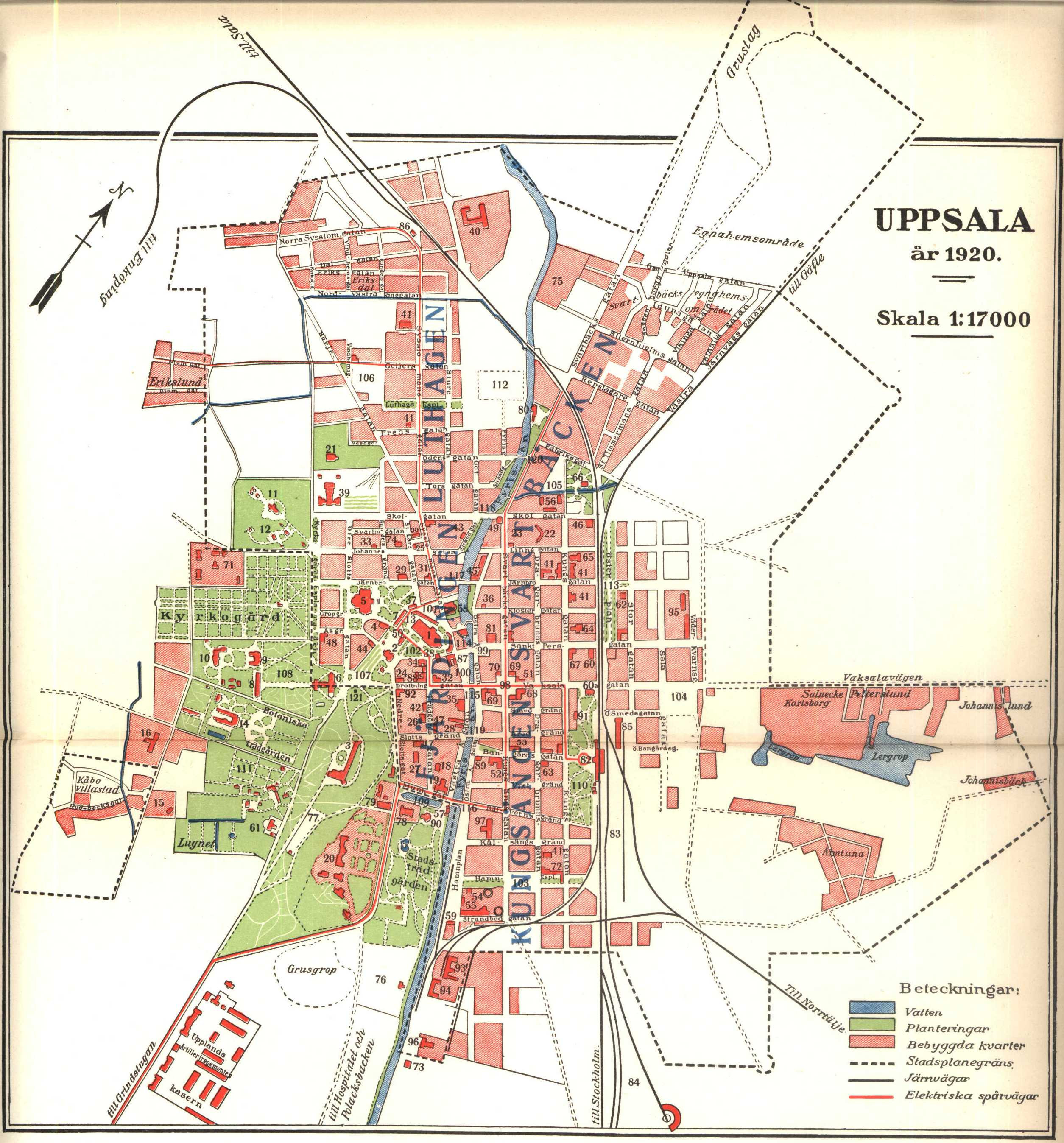
Карта Уппсалы 1920 года

Первоначально Уппсала находилась в нескольких километрах к северу, в месте, которое сейчас известно как Старая Уппсала (Gamla Uppsala) и ныне является северным районом города. Написание названия этого поселения было различным: помимо Uppsala встречались также варианты Upsala (Upſala) и Ubsala (Упсала, Убсала).
Первые постройки в Уппсале появились в V веке. Город рос и развивался, а к началу XIII века его торговый центр переместился в более удобное место на несколько километров по течению реки Фюрисон, получив название Эстра-Арос (швед. Östra Aros).
От древней Уппсалы до наших дней осталась церковь XIII века и могильные холмы IV—XII вв. Эта территория принадлежит государству и охраняется Шведским центральным советом национальных ценностей. В заповедной зоне устроен музей под открытым небом «Disagården».

### Новая Уппсала

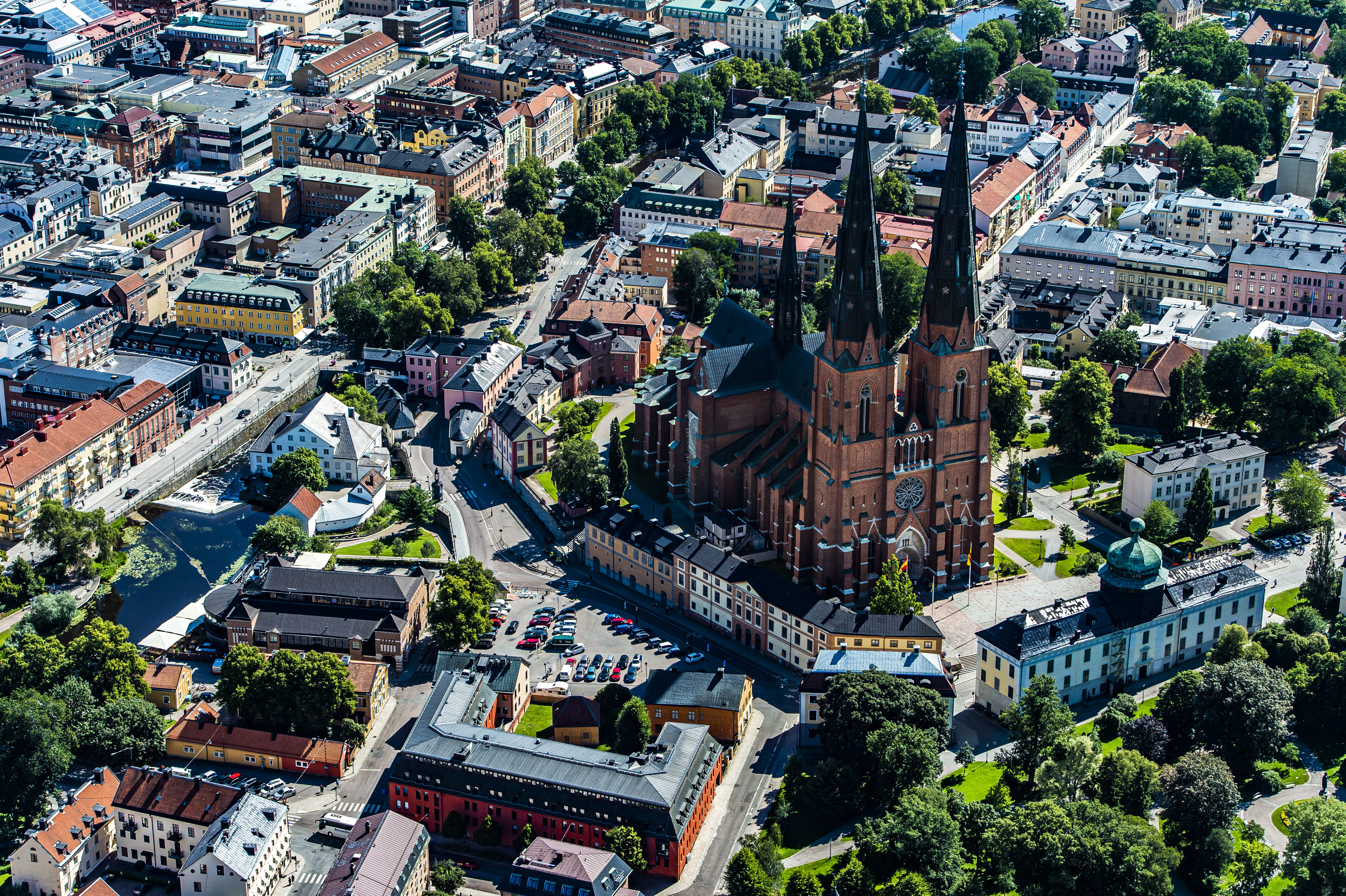
Кафедральный собор Уппсалы

Когда в 1245 году Уппсала сгорела, Эстра-Арос унаследовал название прежнего города. Из Старой Уппсалы сюда был перенесён центр архидиоцеза Уппсалы, был построен новый Кафедральный собор Уппсалы, открытый в 1435 году, и резиденция архиепископа Уппсалы.
В Страстную пятницу 6 апреля 1520 года в Уппсале произошло сражение между шведской армией крестьян, последователей Стена Стуре Младшего, и армией датского короля Кристиана II — одно из самых кровопролитных сражений, которые когда-либо были в районе Уппсалы.
В XVI веке Уппсала была центром Реформации в Швеции. В 1536 году в Уппсальском замке состоялось собрание Синода шведской церкви, на котором лютеранские церковные книги были признаны обязательными для всей Швеции. Синод в Уппсале стал важным шагом в реформации в Швеции. В 1593 году решением Синода в Уппсале было принято Аугсбургское исповедание и шведская церковь официально стала лютеранского вероисповедания.
Город был многократно повреждён пожарами, самый крупный из которых был в мае 1702 года, но многие исторические здания сохранились, особенно в западной части города.

## География
Город Уппсала расположен приблизительно в 67 км к северо-западу от Стокгольма, 40 минут езды на поезде, поэтому многие жители Уппсалы ездят на работу в Стокгольм, и около 35 км к северо-западу от аэропорта Стокгольм-Арланда (17 минут на поезде). Центр города расположен на обоих берегах реки Фюрис (Фюрисон, шв. Fyris-ån, где «ån» — «речушка» (шв.)) недалеко от её впадения в озеро Меларен. Лето достаточно прохладное, а зима весьма мягкая. Летом днём возможна жара до 35—38°, в то же время ночью возможны заморозки.
| Показатель                                            | Янв.  | Фев.  | Март  | Апр.  | Май   | Июнь | Июль | Авг. | Сен. | Окт.  | Нояб. | Дек.  | Год   |
| ----------------------------------------------------- | ----- | ----- | ----- | ----- | ----- | ---- | ---- | ---- | ---- | ----- | ----- | ----- | ----- |
| Абсолютный максимум, °C                               | 10,7  | 11,9  | 20,2  | 26,8  | 32,8  | 32,8 | 37,4 | 34,3 | 27,8 | 22,0  | 14,3  | 12,6  | 37,4  |
| Средний суточный максимум, °C                         | 0,4   | 0,9   | 4,8   | 11,2  | 16,8  | 20,8 | 23,6 | 22,1 | 16,7 | 10,0  | 4,6   | 1,7   | 11,1  |
| Средняя температура, °C                               | −2    | −2    | 1,0   | 6,0   | 11,1  | 15,3 | 18,2 | 16,9 | 12,2 | 6,7   | 2,5   | −0,6  | 7,1   |
| Средний суточный минимум, °C                          | −4,6  | −5    | −2,5  | 1,1   | 5,6   | 10,1 | 13,1 | 12,2 | 8,3  | 3,7   | 0,1   | −3    | 3,3   |
| Абсолютный минимум, °C                                | −39,5 | −30,9 | −32,1 | −22,4 | −11,8 | −4,1 | −1   | −0,9 | −5,2 | −16,2 | −23,6 | −28,2 | −39,5 |
| Норма осадков, мм                                     | 39    | 32    | 29    | 32    | 39    | 61   | 57   | 74   | 49   | 63    | 53    | 47    | 565   |
| Источник: Шведский институт гидрологии и метеорологии |       |       |       |       |       |      |      |      |      |       |       |       |       |

## Экономика
- Pfizer
- Fresenius
- Advanced Medical Optics
- Главный офис Phadia
- Штаб-квартира подразделения MySQL AB General Electric
- Lindvalls kaffe — производитель кофе

Сегодня Уппсала известна как один из мировых центров медицинских исследований и разработок в области биотехнологии.

## Высшее образование
- Уппсальский университет — старейший университет в Скандинавии, основанный в 1477 году, при архиепископе Якобе Ульфссоне. Закрыт в 1515 году. Официально возобновил свою деятельность в 1595 году, после синода в Уппсале в 1593 году. Университет имеет известный анатомический театр, построенный учёным Улофом Рудбеком старшим (1630—1702) в куполе старого главного здания университета (Густавианум). Старое здание в настоящее время является музеем. В университете существуют 13 землячеств (nation), каждое из которых представляет провинцию или географический регион Швеции.
- Шведский сельскохозяйственный университет (SLU).
- Юханелундская высшая теологическая школа — лютеранская семинария, основанная в 1862 году и перенесённая в Уппсалу в 1970-х годах.
- Университет «Слово жизни» — пятидесятнический университет, основанный в 1994 году.
- Ньюмен-институт — католический институт, основанный в 2001 году.
- Пятидесятническая теологическая семинария.

Самым крупным из шести вузов в Уппсале является Уппсальский университет. Университет «Слово жизни», Ньюман-институт и Пятидесятническая теологическая семинария не имеют аккредитации шведского Национального агентства по высшему образованию и поэтому не могут присваивать учёные степени. Однако университет «Слово жизни», являющийся филиалом университета Орал-Робертс в Талсе (Оклахома, США), аккредитован Северной центральной ассоциацией колледжей и школ, дающий право присуждать степень бакалавра и магистра на международном уровне.

## Палеогенетика
У викинга VK517 (950-850 л. н.) из Упсалы определена Y-хромосомная гаплогруппа I2a2a1b2a-L801>I2a-Y23710>I2a-Y23710*.

## Достопримечательности

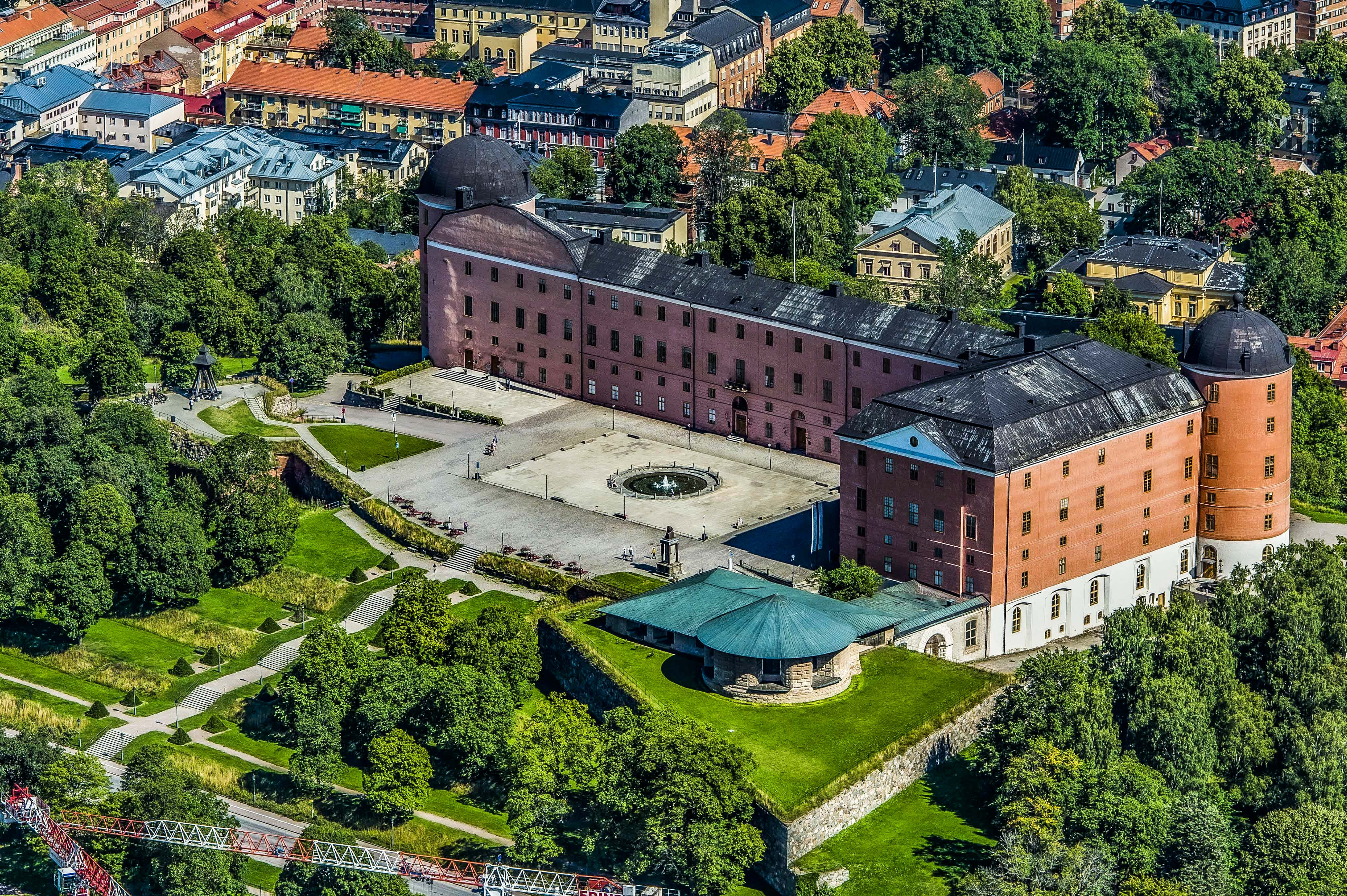
Общий вид Королевского замка

- Уппсальский университет — старейший в Скандинавии, основан в 1477 году.
- Дом-музей профессора Карла Линнея, который жил и похоронен в Уппсале.
- Ботанический сад[англ.] Упсальского университета
- Кафедральный собор Уппсалы — готический собор, крупнейший в Скандинавии (1260—1435, несколько раз подвергался перестройке).
- Церковь Святой Троицы (Бондчюрка) в романском стиле, XIII—XV век.
- Королевский замок (первоначальный год постройки — 1540, архитекторы Ф. Парр, Карл Хорлеман и другие).
- «Густавианум» — ныне университетский музей, в 1625—1887 главное здание Уппсальского университета.
- Великие курганы Уппсалы — комплекс курганов могильников.
- Уппсальская мечеть в окрестностях Уппсалы.
- Зал славы шведского бенди, первый в истории бенди (с 19 марта 2012)[11].

## Известные люди
- см. Категория:Персоналии:Уппсала